# Perognathus amplus
Perognathus amplus — вид гризунів родини Гетеромісові (Heteromyidae). Від поширений на півночі Мексики у пустелі Сонора. 
Це дрібний гризун з довгим та тонким хвостом. Тіло світло-оранжевого забарвлення. Це нічний риючий вид. Живиться насінням, яке може ховати у защічні мішки.